# Josef Scheuplein

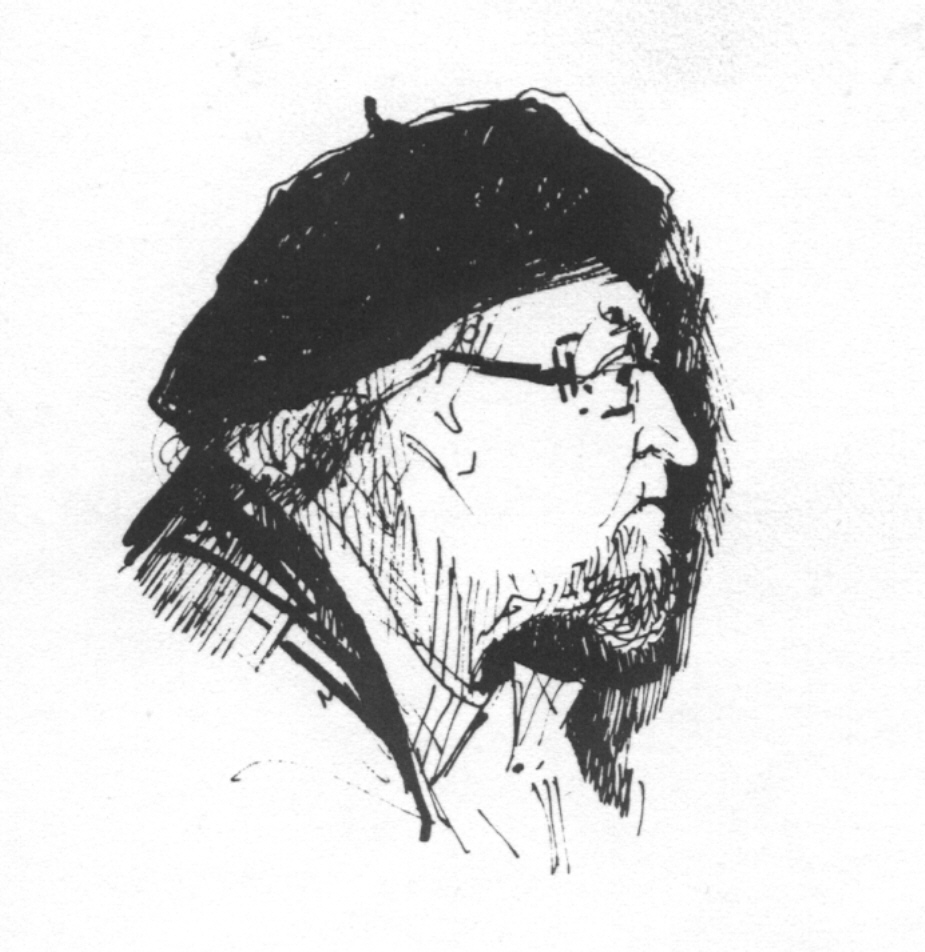
Selbstbildnis

Josef Scheuplein (* 7. August 1916 in Würzburg; † 26. März 1998 ebenda) war ein deutscher Maler, Graphiker und Kunsterzieher.

## Leben
Er absolvierte von 1931 bis 1935 eine Ausbildung als Graphiker im Würzburger Atelier Hetz-Hainlein und half mit bei der Umsetzung von Entwürfen des Malers Carl Grossberg. Anschließend studierte er am Polytechnischen Zentralverein bei Heiner Dikreiter und Willi Greiner. 1939 erfolgte die Einberufung zum Kriegsdienst. Er kam 1945 als Kriegsgefangener ins Lager Rimini, wo er den Maler Karl Walther kennenlernte, der seinen Stil anfangs entscheidend prägte.
Nach der Rückkehr nach Würzburg wurde er freischaffender Künstler. 1948 entstand ein Zyklus von 12 Würzburg-Ansichten, deren Reproduktionen in einem Aschaffenburger Verlag erschienen. In seiner Werkstatt entstanden Gemälde und Graphiken, die Landschaften, die vornehmlich die Rhön, Friesland, Norwegen, Spanien sowie immer wieder Ansichten aus der näheren Umgebung zeigen, aber auch Porträts (Dombaumeister Hans Schädel, Oberbürgermeister Klaus Zeitler, Selbstbildnisse). Von 1973 bis 1998 hatte er sein Atelier im Untergeschoss des 1996 abgerissenen ehemaligen Medizinischen Kollegienhauses der Universität Würzburg. Für das „Würzburger Katholische Sonntagsblatt“ sowie für die Tageszeitung „Main-Post“ war er als Illustrator aktiv. Eine Sonderstellung nimmt sein ab Beginn der 1980er Jahre entstandene Darstellung „Totentanz“ ein, eine großformatige, teilweise von Hand kolorierte Holzschnittserie (Exemplare im Besitz des Martin von Wagner Museums der Universität Würzburg, der Kunstsammlungen der Diözese Würzburg sowie der evangelischen Kirchengemeinde Sommerhausen).
Als Lehrer war Scheuplein an der Fachoberschule Würzburg tätig. Scheuplein war lange Jahre zweiter Vorsitzender der Vereinigung Kunstschaffender Unterfrankens, später Ehrenmitglied, Mitglied im Bundesverband Bildender Künstlerinnen und Künstler (BBK) Unterfrankens sowie Ehrenmitglied der Künstlergilde Hetzfelder Flößerzunft.

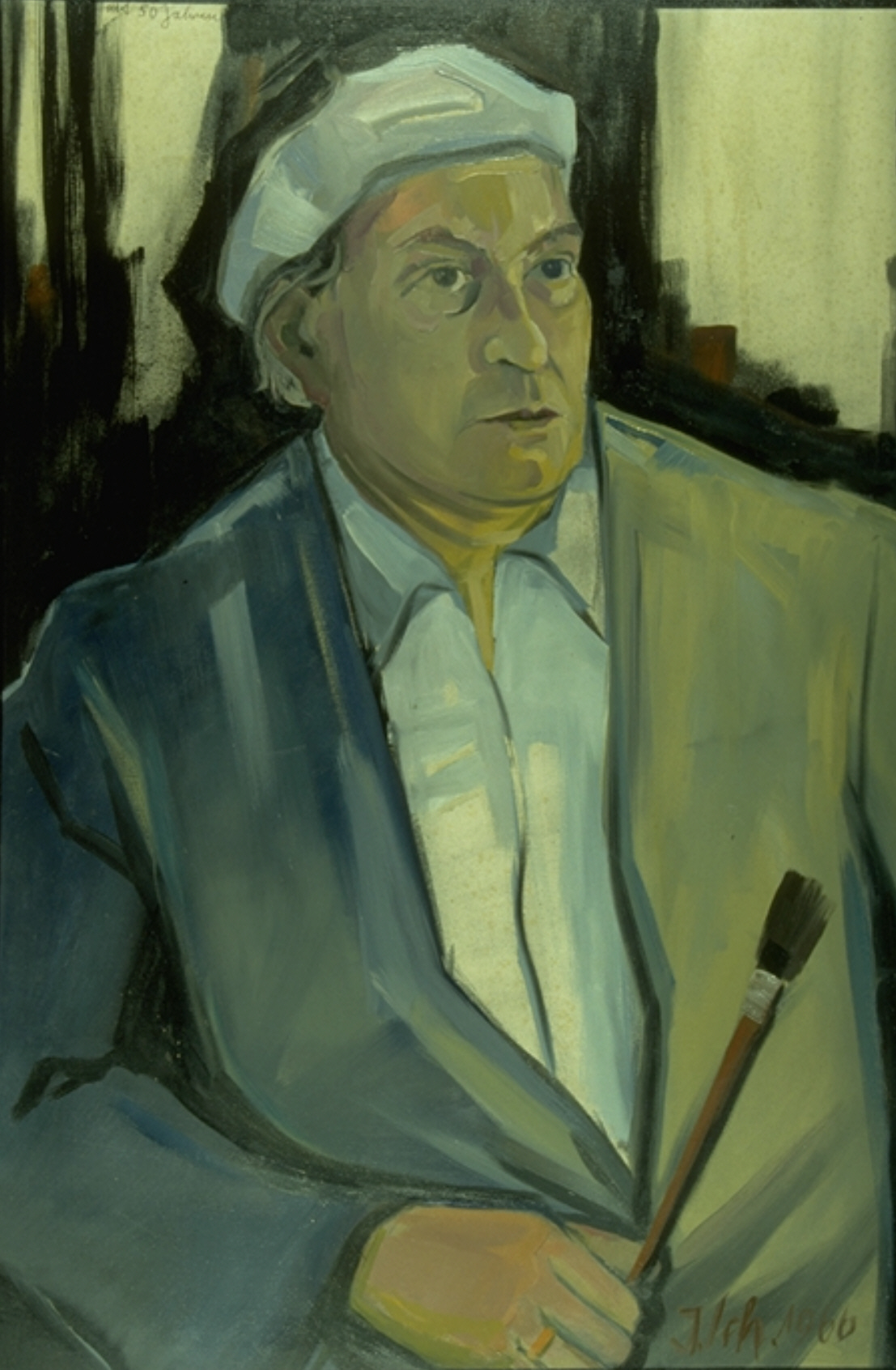
Selbstbildnis (1966)
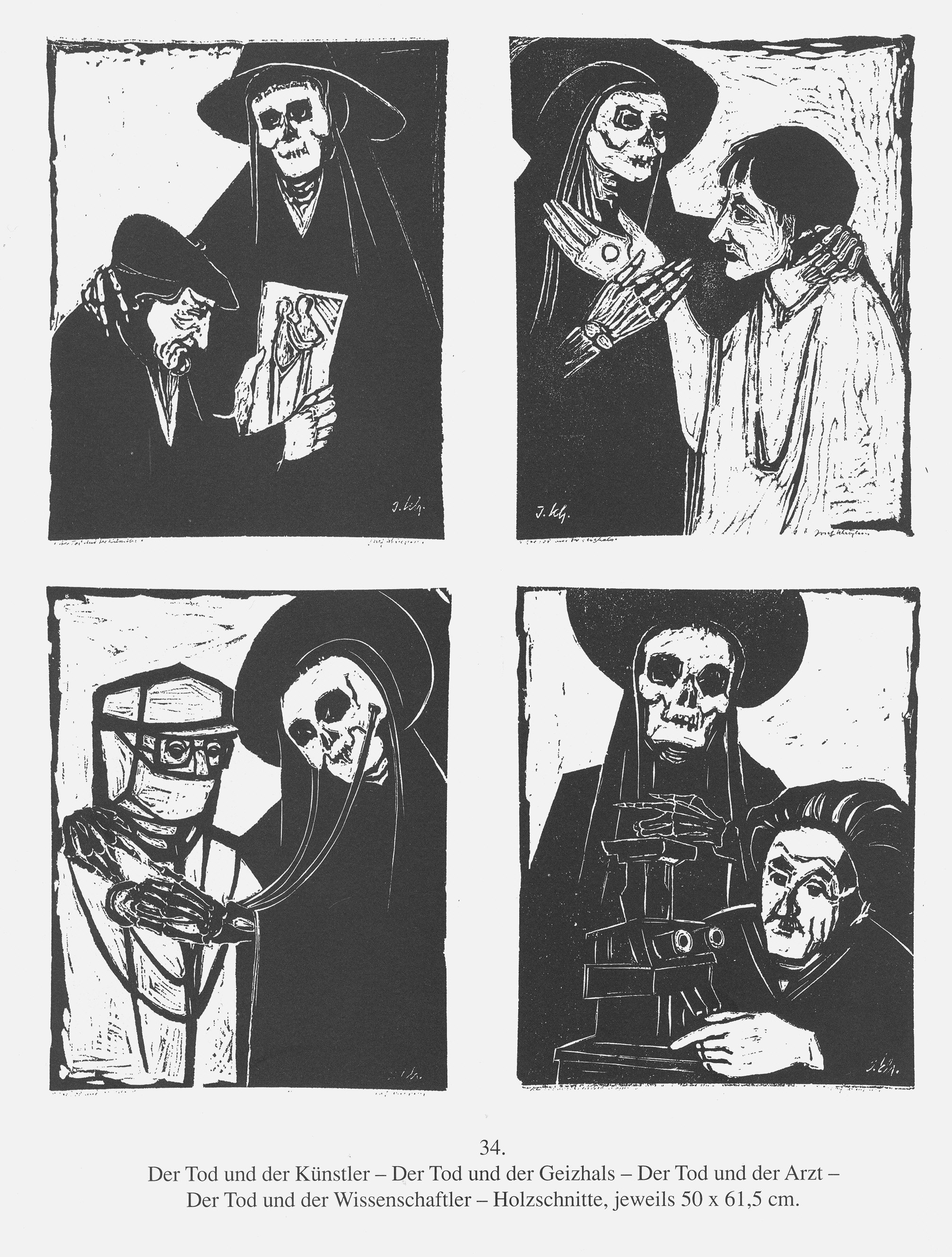
Totentanz (o.J.)
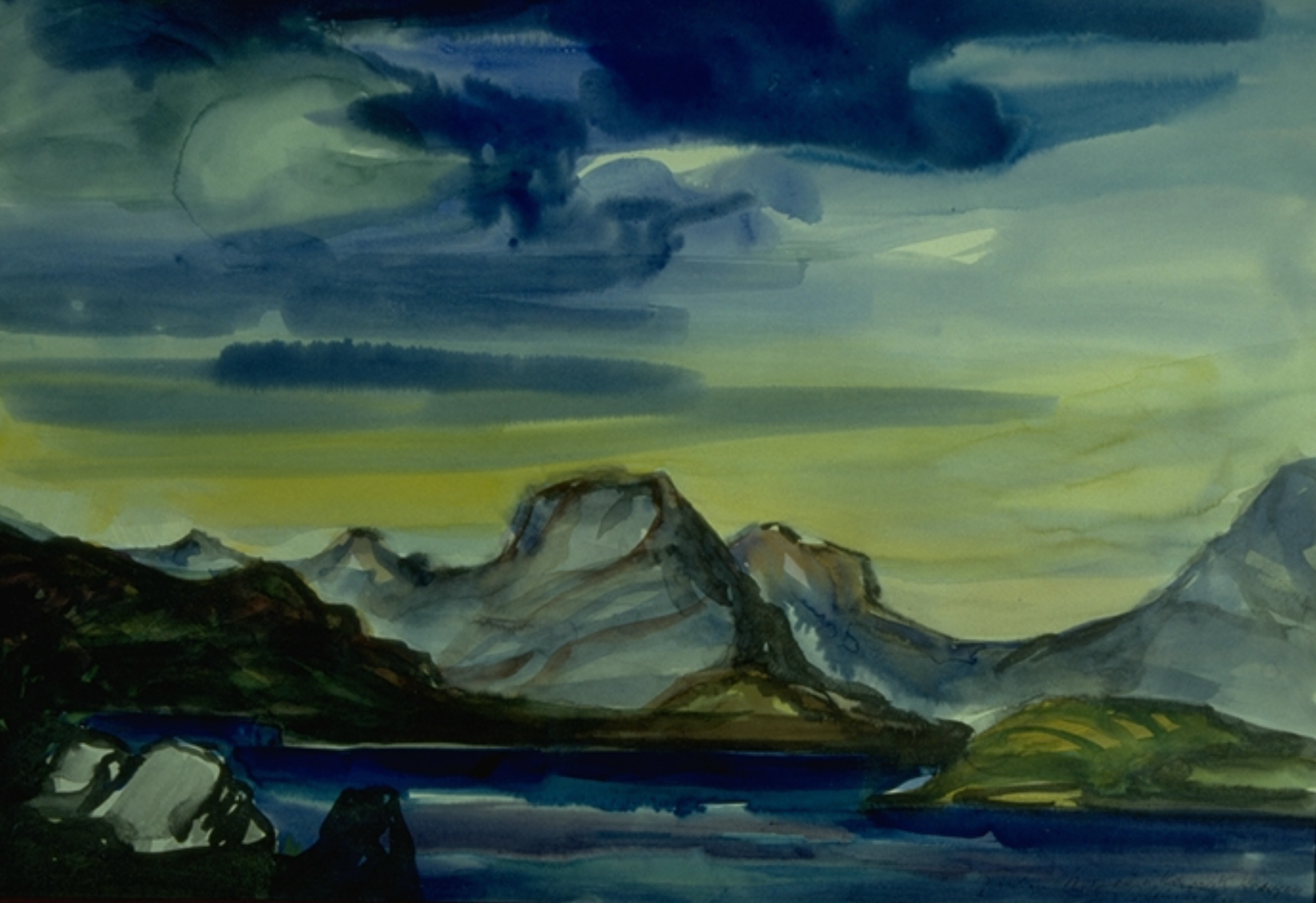
Fjordlandschaft (1978)
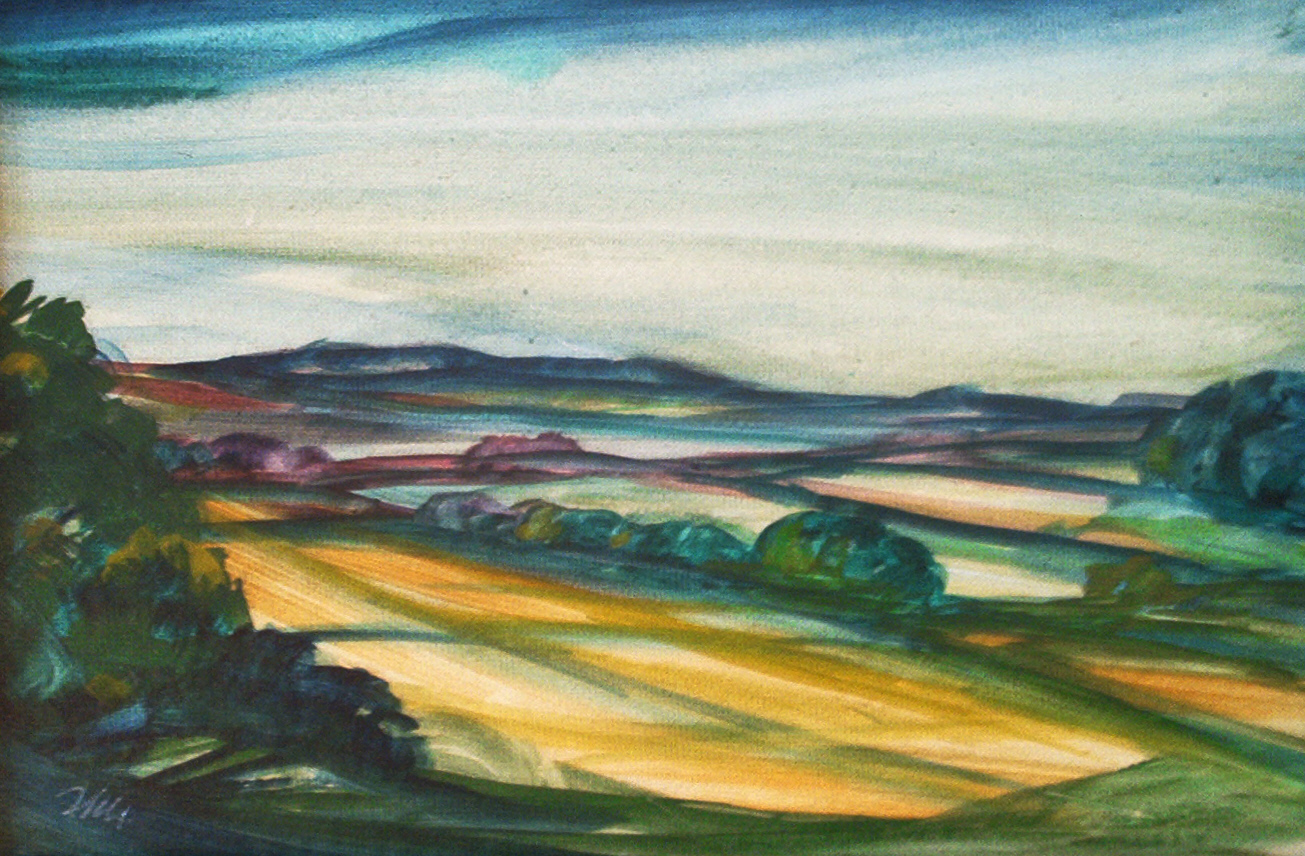
Rhön
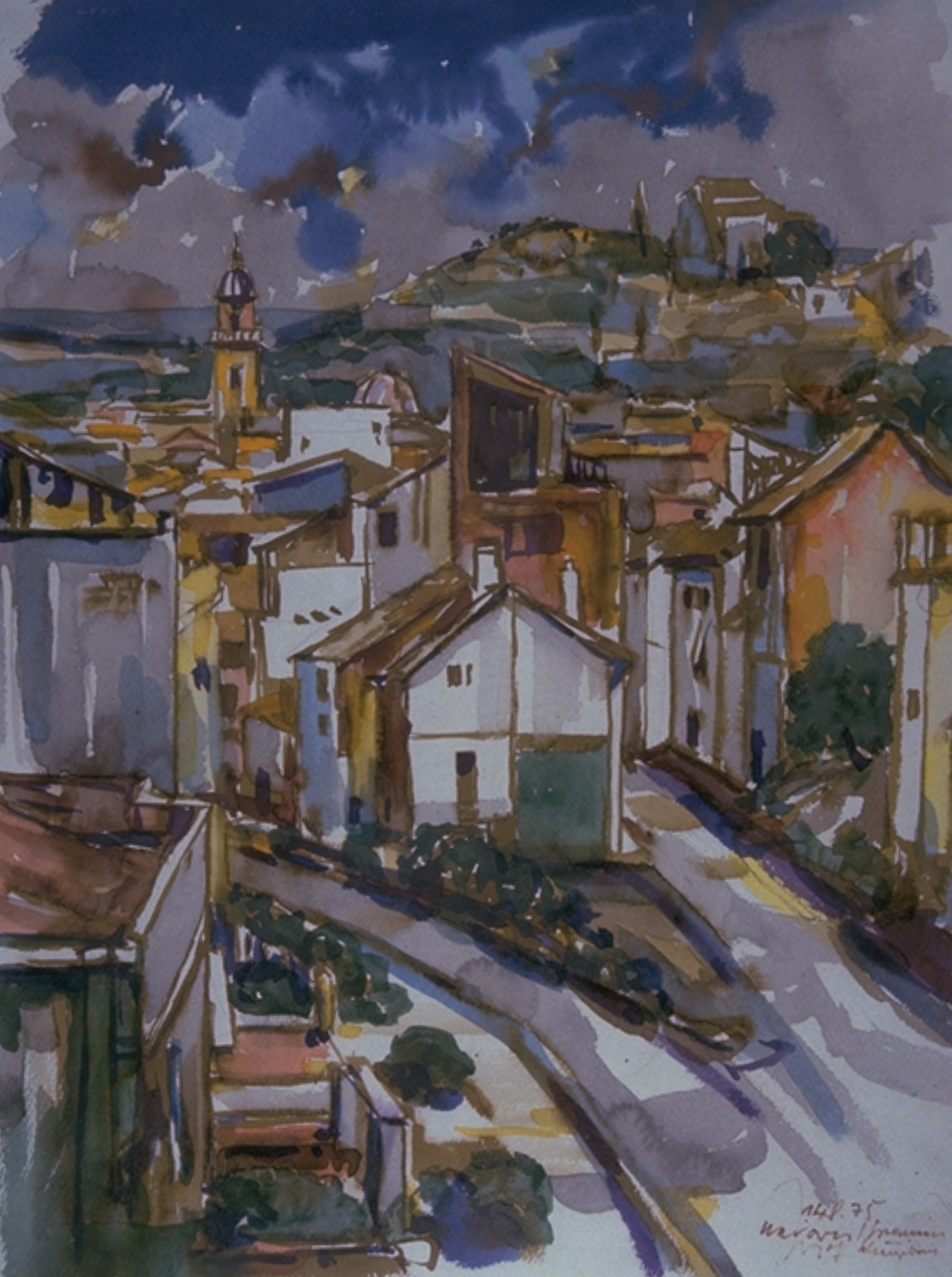
Navarrez (1975)
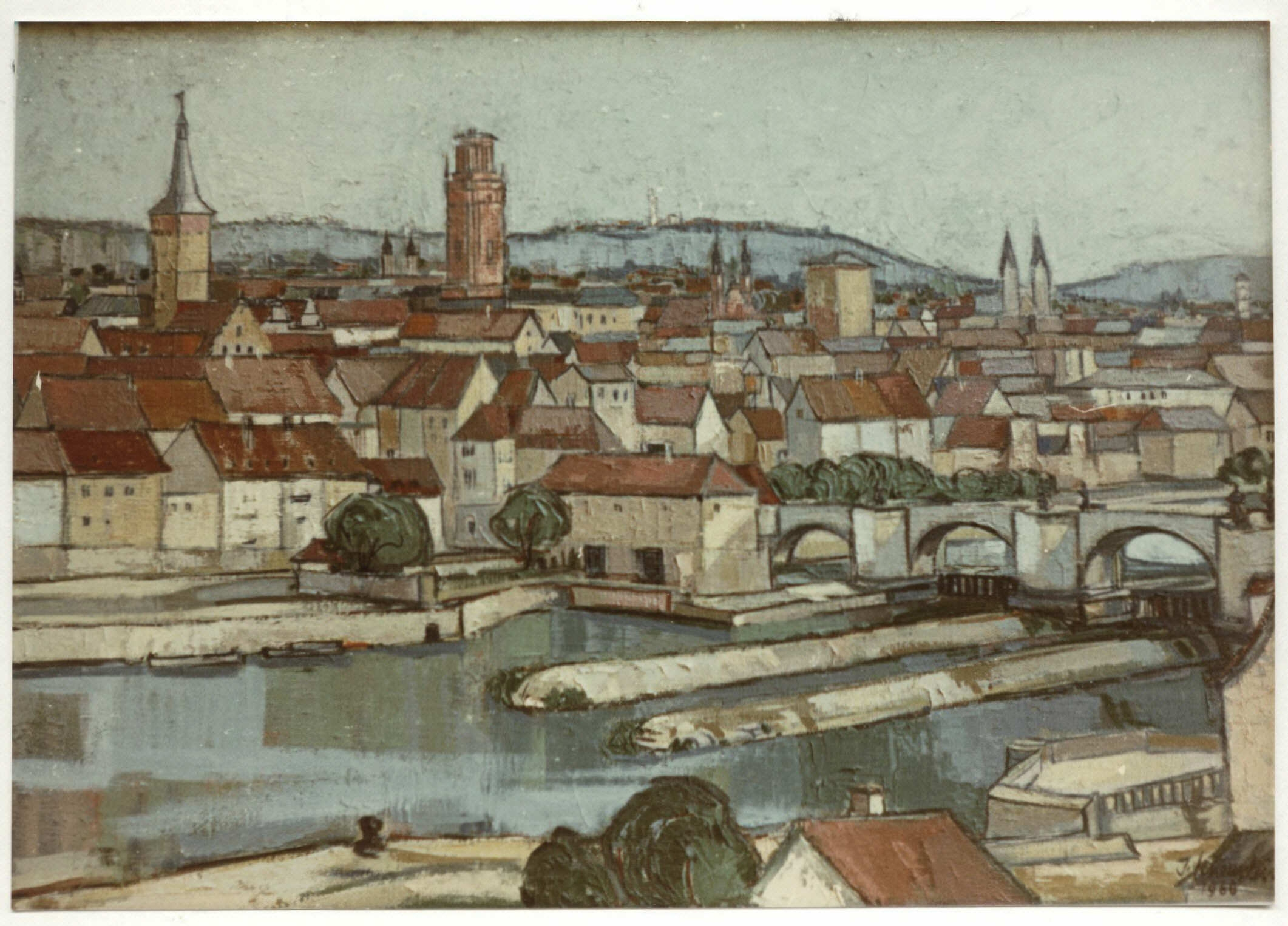
Blick auf Würzburg (1960)
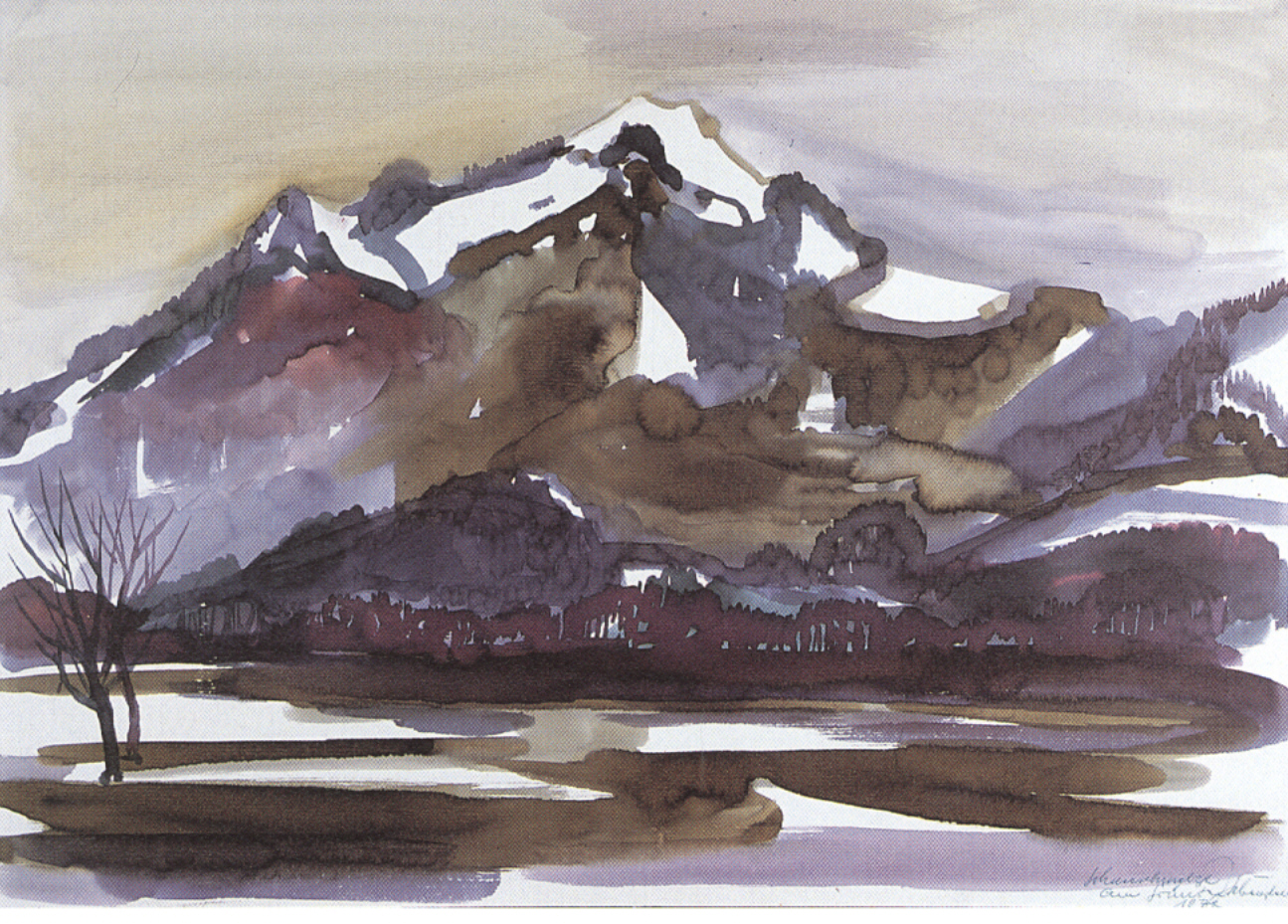
Schneelandschaft bei Grünten
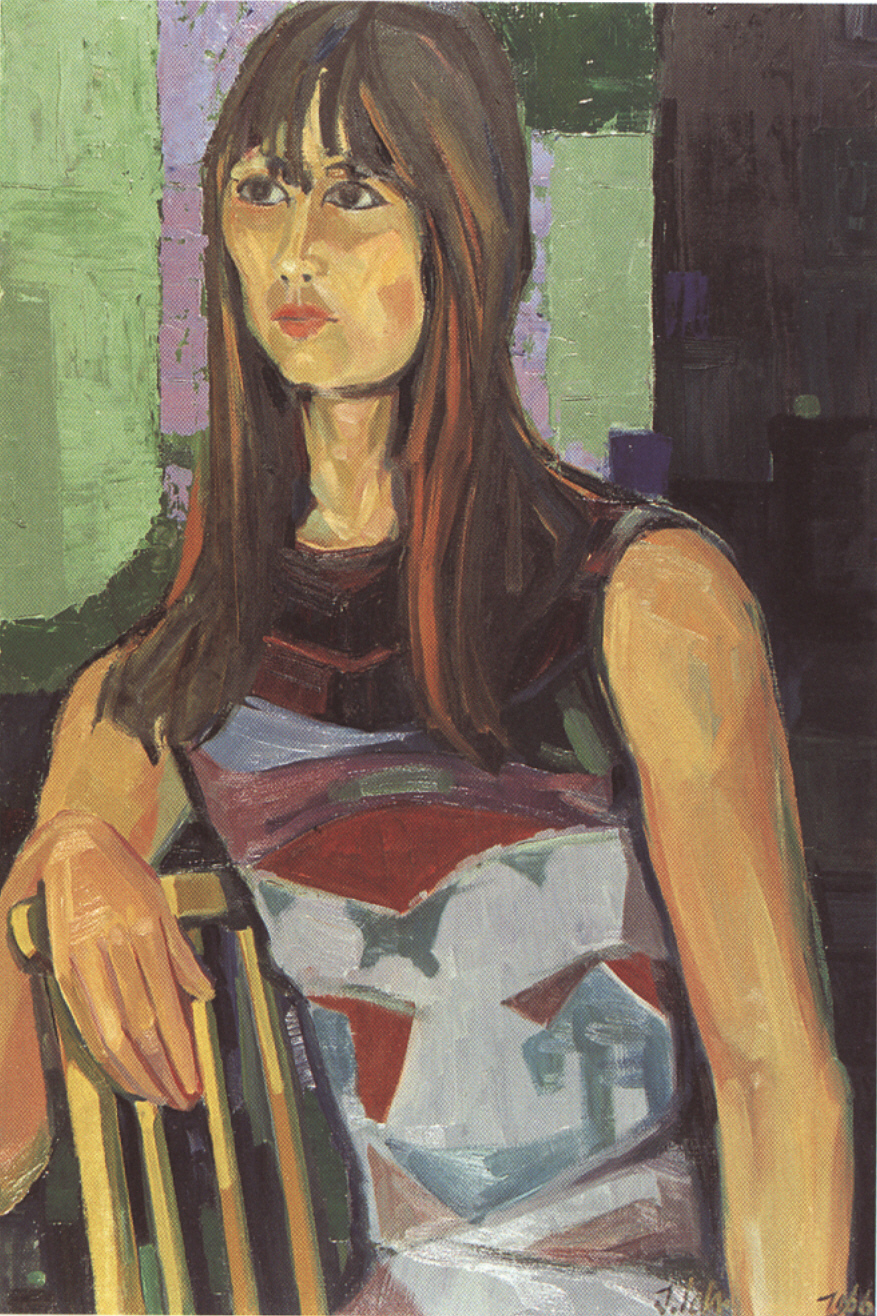
Vietnamesin (1966)
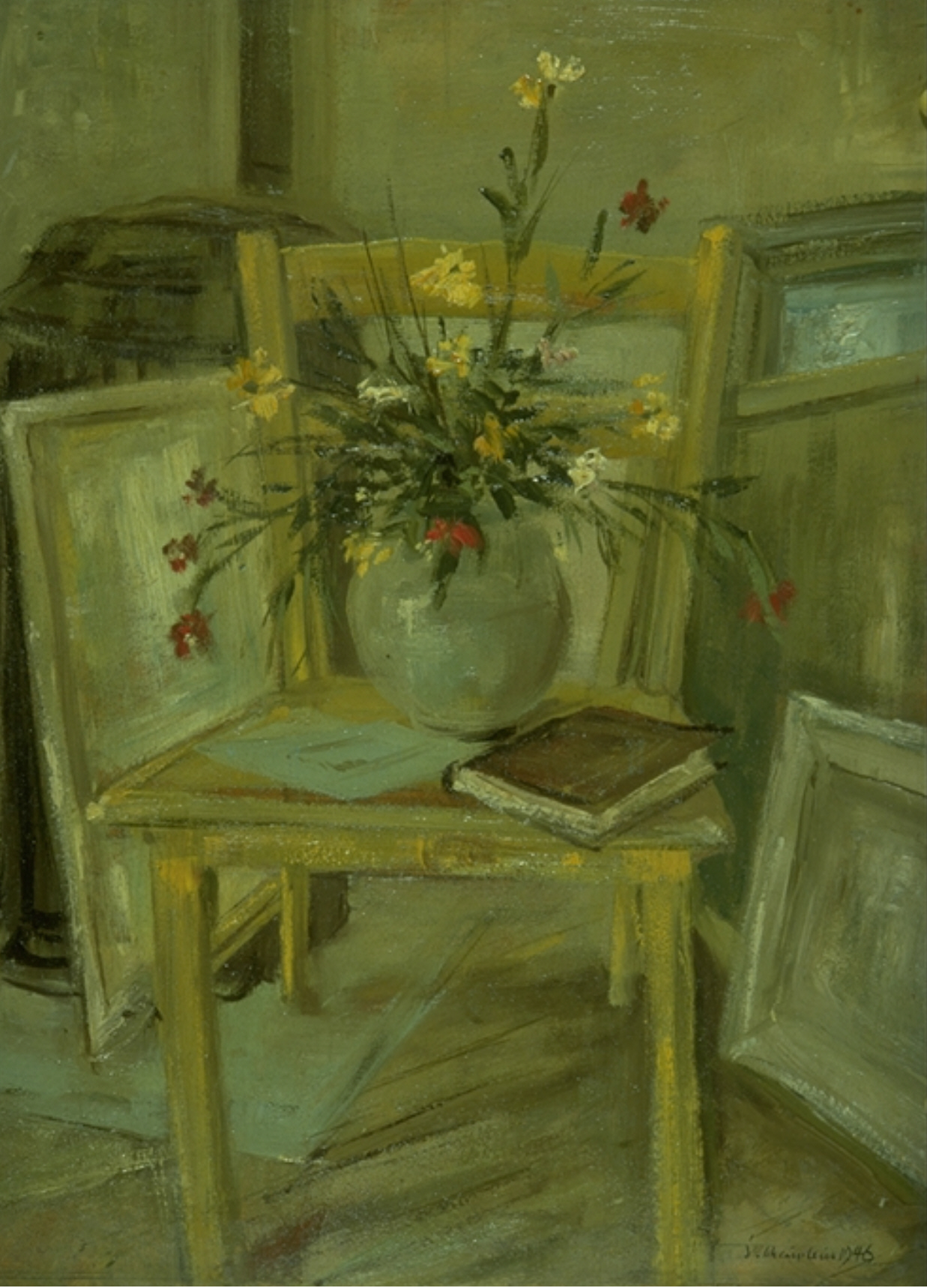
Stilleben (1946)